# Venus: The Flytrap
Venus: The Flytrap est un jeu vidéo de simulation sorti en 1990 et fonctionne sur Amiga et Atari ST. Le jeu a été développé par Gremlin Graphics Software puis édité par Gremlin Graphics Software.

## Scénario
L'introduction animée nous plonge au cœur d’un futur proche où la Terre est devenue inhabitable à cause de l’action dévastatrice de l’homme sur son environnement. Depuis des siècles, la surindustrialisation des grandes puissances, les rejets de produits chimiques dans la nature, l’extrême développement de l’agriculture et la déforestation intensive ont conduit la Terre sur le chemin d’un lent trépas dont l’issue semble inévitable.
Dans l’espoir d’assurer un avenir aux générations futures et de garantir la pérennité des espèces terrestres survivantes, un groupe de scientifiques se lance dans un projet pour le moins ambitieux : utiliser la nanotechnologie pour mettre au point diverses espèces d’insectes cybernétiques destinés à rétablir l’écosystème et revivifier la biosphère déjà fortement atteinte par la pollution aveugle de l’homme. Quelques milliers de ces petites créatures automatisées furent ainsi lâchées dans la nature, mais il faut croire que la précipitation fut trop présente au cours de ce projet car tout ne se passa malheureusement pas comme prévu…
Quelque temps après l’introduction de ces espèces mécaniques, une faille d’ampleur catastrophique fut révélée dans leur programmation génétique. Au lieu de prendre soin de l’environnement et de préserver les quelques ressources naturelles encore en vie, les insectes se mirent à pourchasser et à détruire systématiquement toute espèce vivante rencontrée sur leur chemin. Les habitants de villes entières furent massacrés par des nuées de créatures voraces, les quelques espèces animales survivantes du désastre écologique ne purent résister à cette nouvelle menace et les derniers espaces naturels épargnés jusqu’alors furent dévastés sans le moindre scrupule. Loin d’avoir sauvé l’avenir de son monde, l’humain n’avait fait qu’accélérer l’heure de sa propre disparition.
Ceux qui furent à l’origine de ce désastre ne se laissèrent pas abattre pour autant et se remirent au travail sans tarder. Ils parvinrent à corriger leur première erreur génétique et se lancèrent dans un nouveau projet connu sous le nom de « Vénus ». Une nouvelle génération d’insectes cybernétiques fut ainsi créée avec pour objectif d’éradiquer leurs dangereux homologues ayant échappé au contrôle de leurs créateurs. Bien plus sophistiqués et dotés d’armes miniaturisées, un petit nombre de ces créatures furent libérées au sein d’un écosystème sur le point de s’éteindre, chacun d’eux portant tous les espoirs d’un monde à l’agonie souhaitant survivre à un destin qui n’aurait jamais dû être le sien.
Le joueur est ainsi placé aux commandes d’un insecte de la génération « Vénus » et doit traverser un grand nombre de niveaux d’aspects différents pour combattre les insectes fous et ainsi sauver la planète.

## À noter
- « Venus flytrap » est le nom d'une plante carnivore.